# Stolpersteine Salzburg

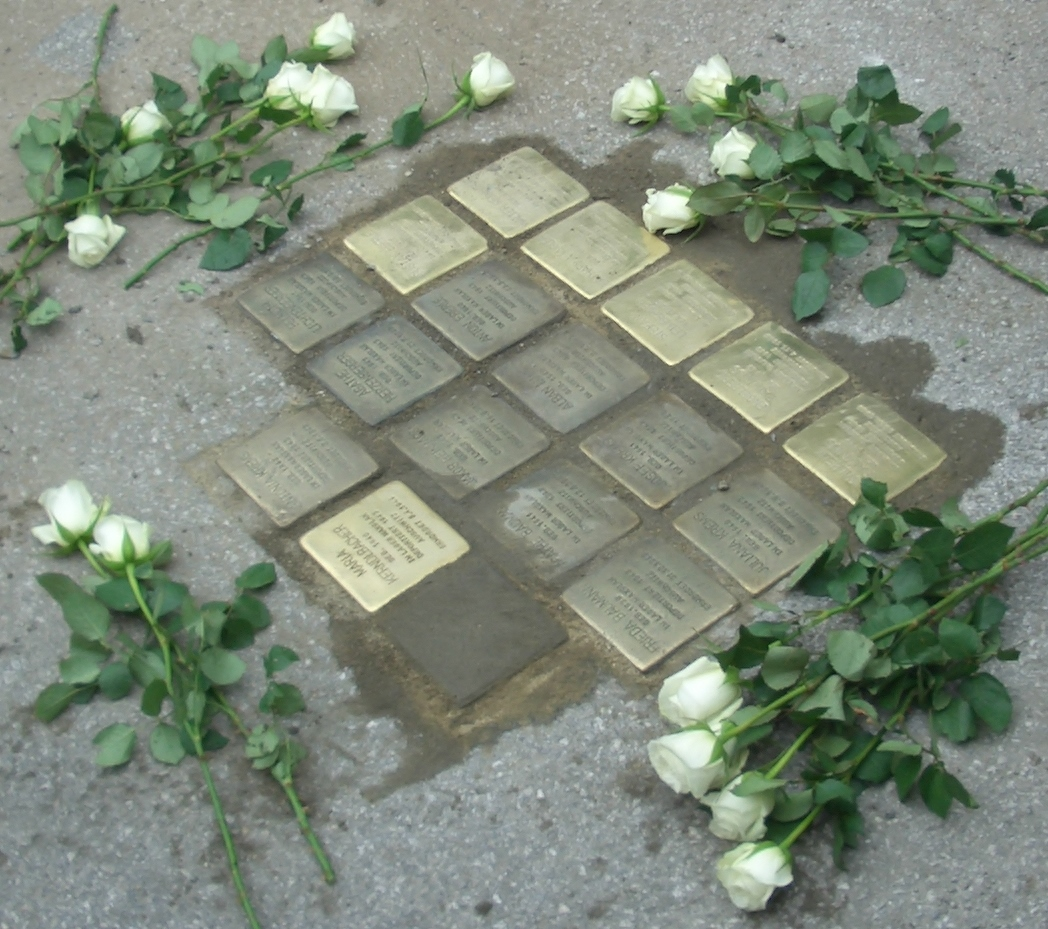
Stolpersteine in der Stadt Salzburg

Das Personenkomitee Stolpersteine Salzburg ist eine private Initiative, die in der Stadt Salzburg gemeinsam mit dem deutschen Künstler Gunter Demnig sogenannte Stolpersteine verlegt. Diese Gedenksteine werden im Gehsteig vor dem letzten freiwillig gewählten Wohnort verlegt und erinnern an das Schicksal der Menschen, die von den Nationalsozialisten deportiert, ermordet, vertrieben oder in den Freitod getrieben worden sind.
Wesentlich getragen wird die Initiative von den Historikern Gert Kerschbaumer, Johannes Hofinger und Helga Embacher, die Lebensgeschichten recherchieren und somit die Fertigung der Stolpersteine ermöglichen.

## Personenkomitee
Dem überparteilichen Personenkomitee gehören 390 Persönlichkeiten überwiegend aus Salzburgs Zivilgesellschaft an, darunter der Essayist Karl-Markus Gauß, die Schriftsteller Christoph Janacs und O. P. Zier und der Politologe Andreas Maislinger. Der Präsident der Israelitischen Kultusgemeinde von Salzburg, Marko Feingold, war ebenso vertreten wie aktive und frühere Politiker der Bürgerliste Salzburg, der SPÖ und ÖVP, darunter die ehemaligen SP-Politiker Gabi Burgstaller, Wolfgang Radlegger und der ehemalige Direktor der Arbeiterkammer Salzburg, Gerhard Schmidt. Als Initiatoren fungierten Ingeborg Haller von der Bürgerliste und Thomas Randisek vom Dachverband Salzburger Kulturstätten.

## Ziele
Die Website des Personenkomitees zitiert auf der Startseite den Talmud: „Ein Mensch ist erst vergessen, wenn sein Name vergessen ist.“ Das Projekt richtet sich gegen das Vergessen. Es will die Erinnerung wachhalten, an die Vertreibung und Vernichtung von Juden, Roma und Sinti, politisch Verfolgten, Homosexuellen, Zeugen Jehovas und der Euthanasieopfer im Nationalsozialismus. Erinnerung an das Schicksal dieser verfolgten und ermordeten Menschen erfolgt durch Stolpersteine, „Pflastersteine aus Messing“, die vor der letzten selbst gewählten Wohnadresse verlegt werden und die wichtigsten biographischen Daten enthalten.

## Verlegung der Stolpersteine
Bislang hat der Kölner Künstler Gunter Demnig insgesamt 517 Stolpersteine im Gebiet der Landeshauptstadt Salzburg verlegt. (Stand: März 2025) Damit ist Salzburg betreffend Stolpersteinarbeit die aktivste Stadt außerhalb Deutschlands und belegt – vor Rom (mit 207 Stolpersteinen) und den niederländischen Gemeinden Oss und Oudewater (mit jeweils 263), sowie Eindhoven (244) – den ersten Platz. Vorbildcharakter hat das Salzburger Projekt auch auf internationalem Niveau dadurch, dass es konsequent alle Opfergruppen berücksichtigt. Bislang wurden 120 Stolpersteine für Juden und Jüdinnen verlegt, 127 für Opfer von Krankenmorden, 94 für politische Widerstandskämpfer, 33 für Zwangsarbeiter, 21 für Roma und Sinti, 13 für Zeugen Jehovas, elf für Racheopfer, 41 für Deserteure, zehn für Homosexuelle, elf für Spanienkämpfer, fünf für Lebensretter und zwei für Benediktiner sowie 28 Stolpersteine für vertriebene und ermordete Künstler bei den Salzburger Festspielen.

## Patenschaften
Eine Reihe von in Salzburg verlegten Stolpersteinen wurde mittels Patenschaften finanziert. Unter den Paten befinden sich einige namhafte Persönlichkeiten, sowie Institutionen:
- die Christian-Doppler-Klinik (für fünf Opfer der Aktion T4)
- die Grüne Generation plus (für zwei Opfer der Aktion T4)
- die Erzdiözese Salzburg (für den Stolperstein von Franz Wesenauer, der Juden bei sich versteckt hatte)
- das Landesgericht Salzburg (für den Stolperstein für den Oberlandesgerichtsrat Johann Langer)
- der Schriftsteller Christoph Janacs (für Dr. Ludwig-Franz Schönwald)
- Wolfgang Radlegger, der frühere Landeshauptmann-Stellvertreter Salzburgs (für zwölf Stolpersteine im Gedenken an Widerstandskämpfer)
- der Musikwissenschaftler Till Reininghaus (für Franz Tannert)

## Resonanz
Über das Projekt wird regelmäßig in lokalen und nationalen Medien berichtet. Am 5. Juli 2011 präsentierte das ORF-Landesstudio Salzburg ein Feature in der Reihe „Komm, hör Kunst“. Es trug den Titel: „Stolpersteine sollen erinnern“. Enge Kooperation besteht auch mit Schulen und Bildungseinrichtungen, wie der Neuen Mittelschule in Salzburg-Lehen, die die Patenschaft für einen Stolperstein übernahm und deren Chor die Verlegung musikalisch umrahmte. Das Personenkomitee veranstaltet auch fallweise Konzerte, um Aufmerksamkeit auf die Stolpersteine zu lenken, beispielsweise mit der österreichischen Kultband Schmetterlinge und deren Programm Verdrängte Jahre - Hommage an Jura Soyfer.
Am 1. Dezember 2014 wurde dem Personenkomitee Stolpersteine Salzburg  der Salzburgpreis des Kulturfonds 2014 zuerkannt. Das Preisgeld in Höhe von 5.000 Euro wurde entsprechend ihrer Arbeitsleistungen auf die Mitarbeiter des Projekts aufgeteilt, wobei neben Kerschbaumer und Randisek auch der Übersetzer Stan Nadel und der Programmierer der Website bedacht wurden. Ingeborg Haller verzichtete als Gemeinderätin auf einen Anteil. Gert Kerschbaumer veranstaltet auch historische Rundgänge, nicht nur zu Stolpersteinen, sondern auch zu nie erstellten Denkmälern, beispielsweise „Auf der Suche nach dem Befreiungsplatz“.

## Beschmierungen und Beschädigungen
Im Herbst 2013 wurden insgesamt 31 Stolpersteine für Opfer des Nationalsozialismus im Andräviertel mit Teer beschmiert und somit geschändet. Die Salzburger Polizei konnte am 25. Oktober 2013 einen einschlägig vorbestraften Zwanzigjährigen aus der rechtsextremen Szene als Täter ermitteln.
Im Laufe des Jahres 2014 kam es zu einer Reihe weiterer Beschmierungen und Beschädigungen von Stolpersteinen, im Mai wurde das Euthanasie-Mahnmal im Kurgarten zerstört. Am 30. Jänner 2015 wurden zwei junge Männer und eine junge Frau wegen nationalsozialistischer Wiederbetätigung durch Beschädigung von 60 Stolpersteinen und Anbringen von Nazi-Parolen auf Gebäuden schuldig gesprochen und zu Haftstrafen verurteilt. Eine Reihe von Vandalismusakten konnte nicht aufgeklärt werden.

## Auszeichnungen
- 2013: Rose für Menschenrechte, verliehen von der Stadt Salzburg
- 2014: Salzburgpreis des Kulturfonds

## Galerie

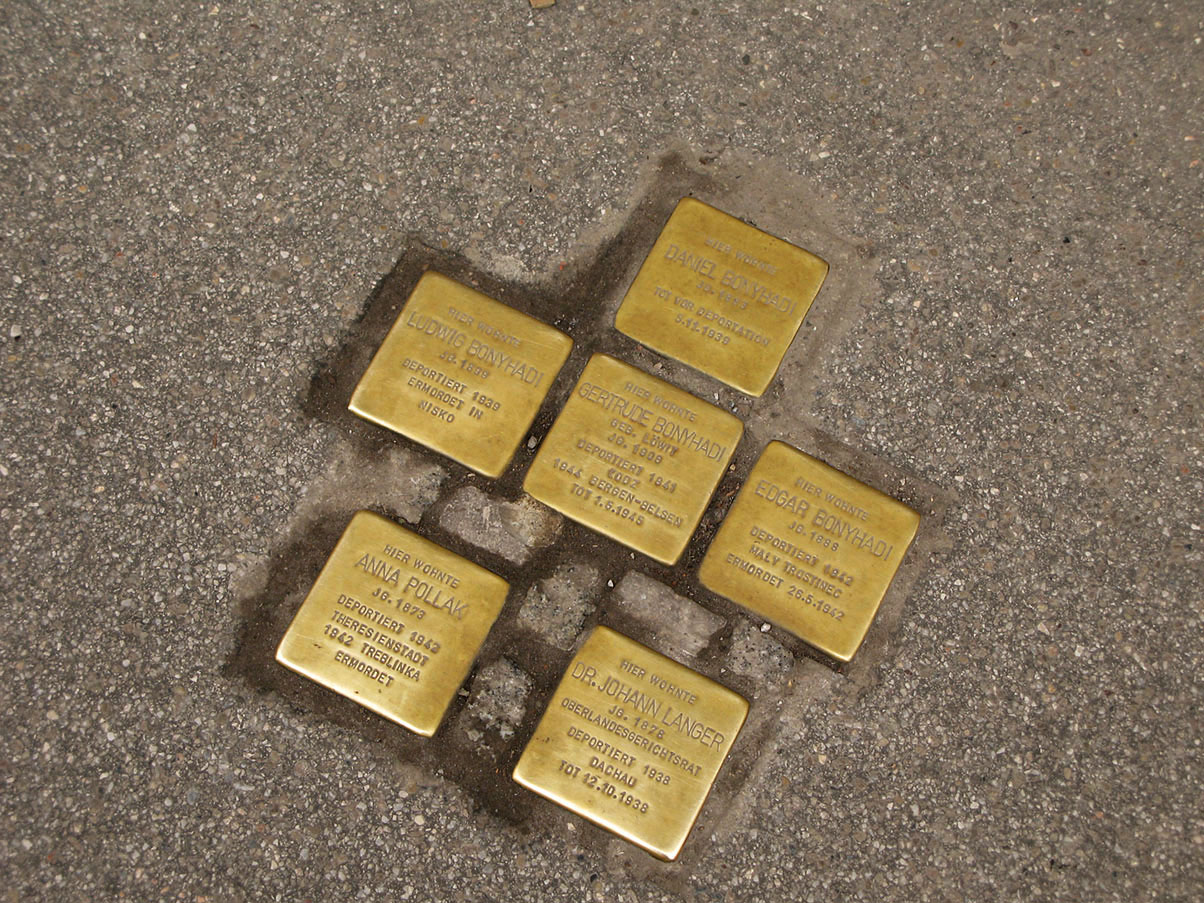
Rainerstraße 4
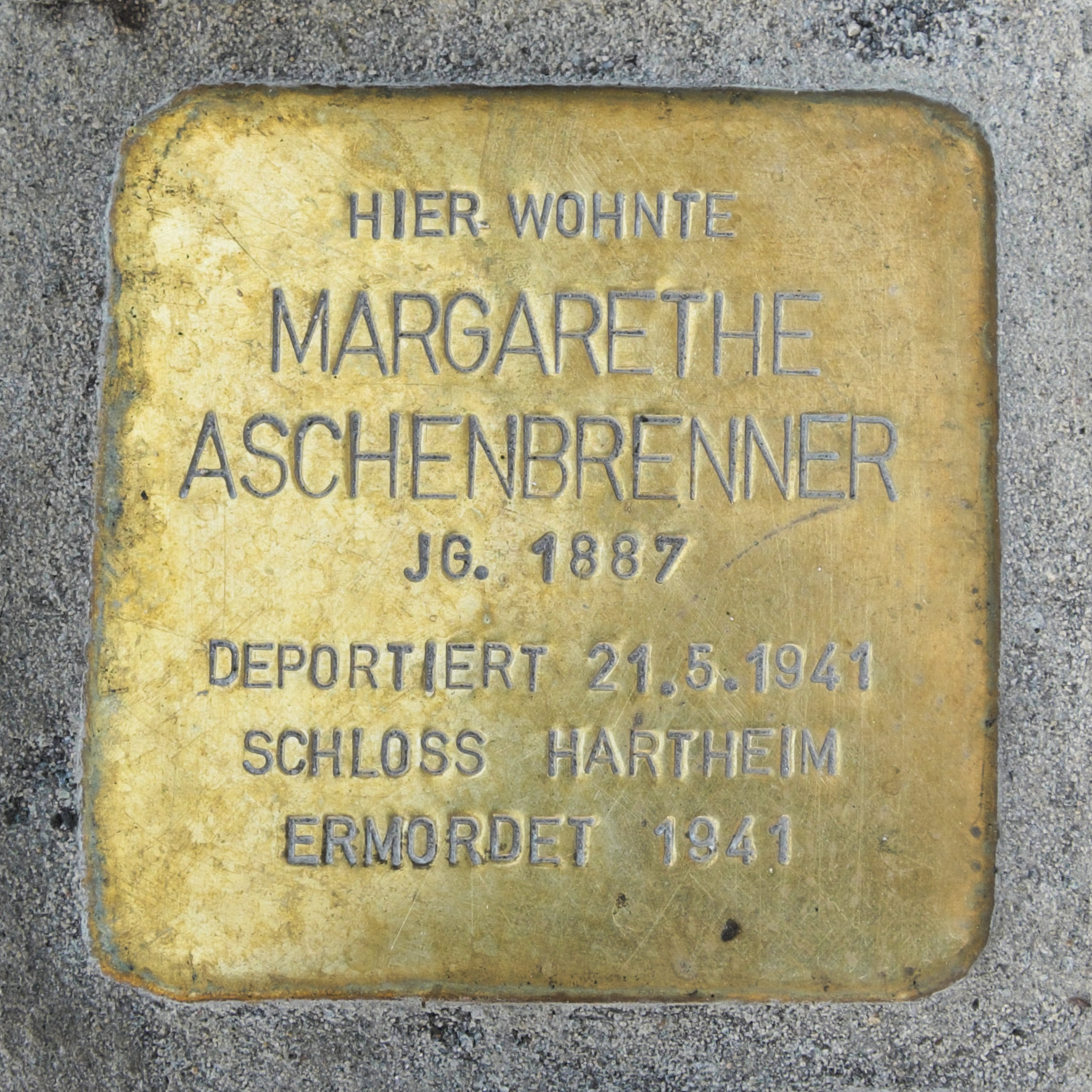
Rupertgasse 4
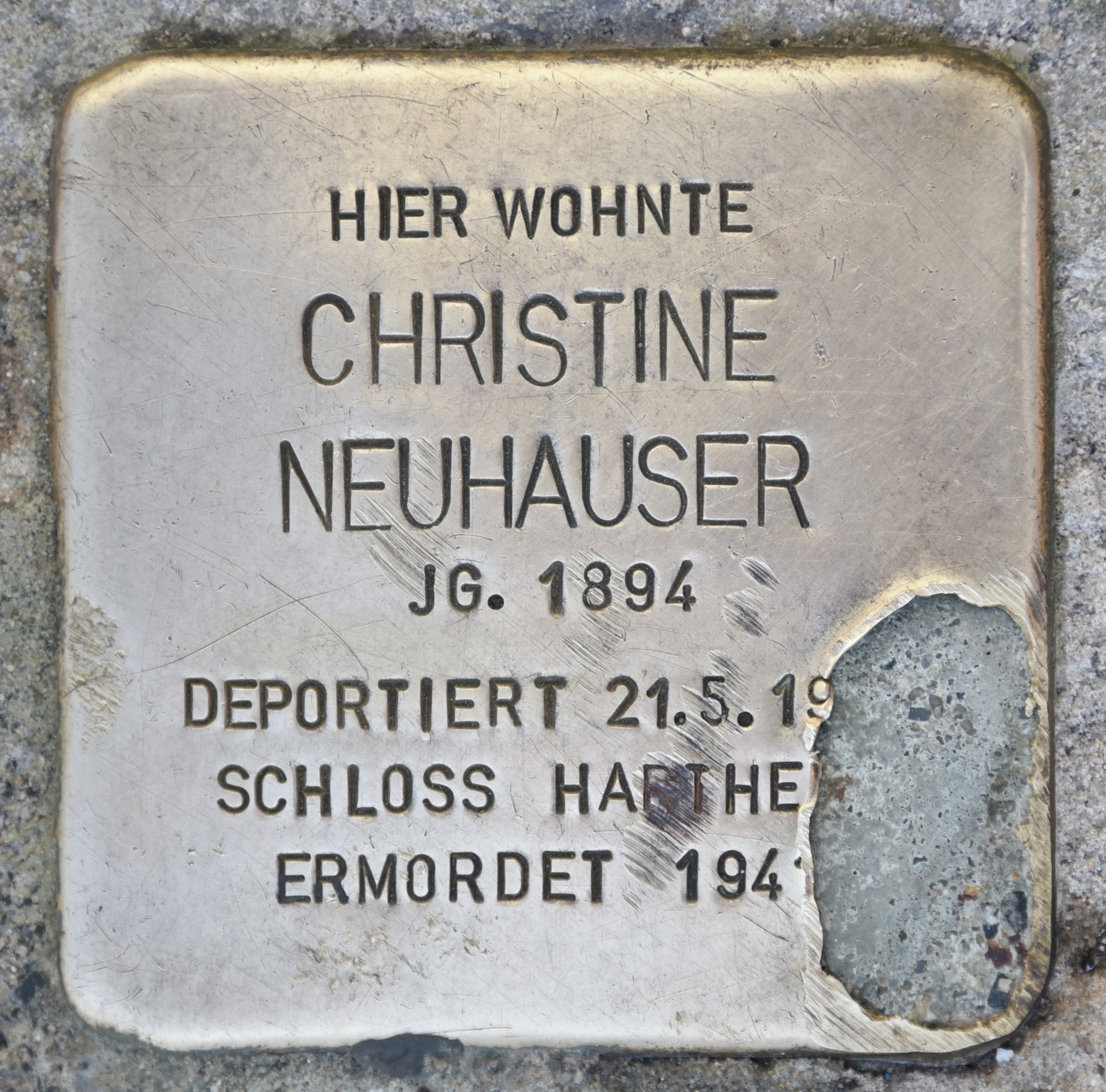
Merianstraße 40
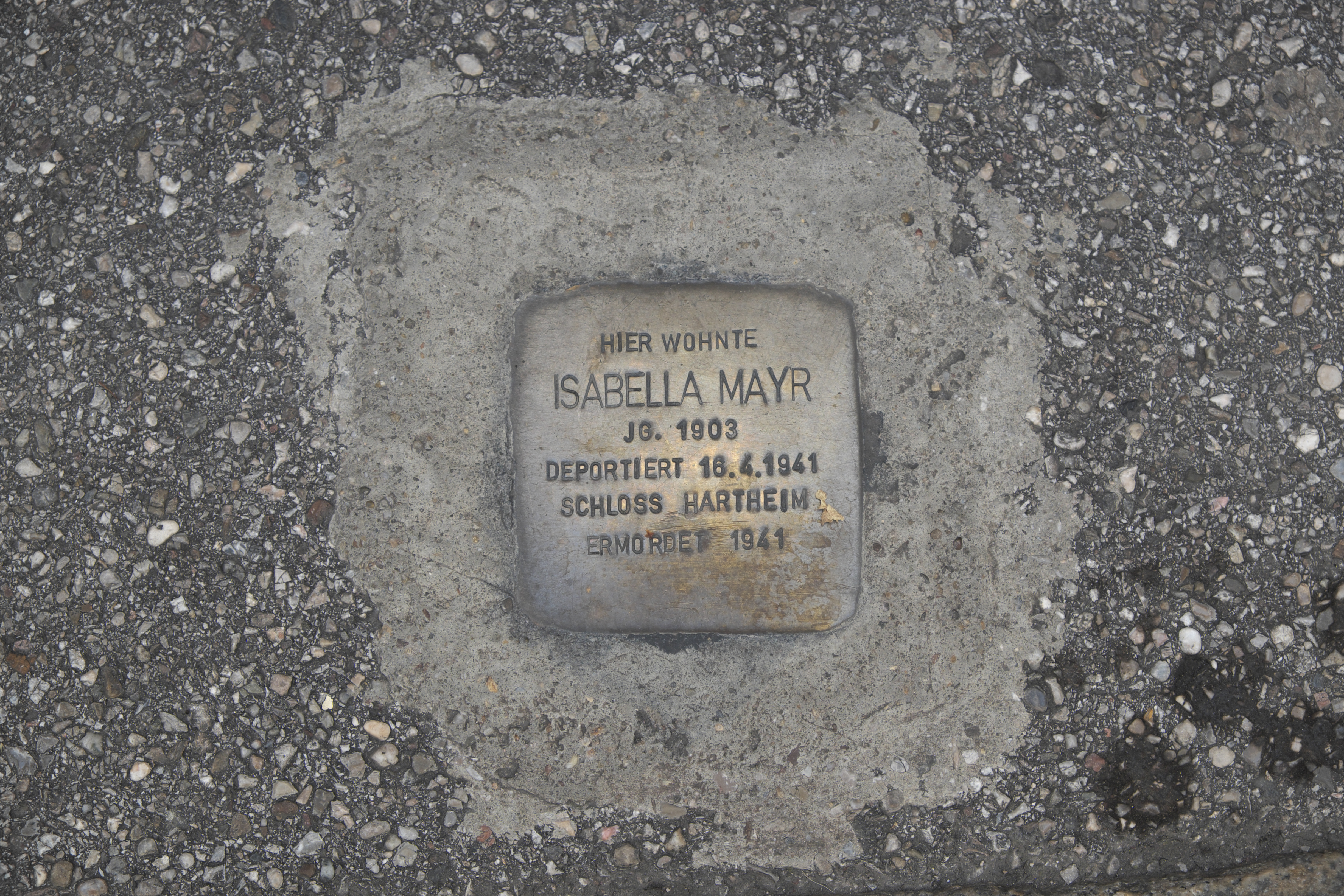
Linzer Gasse 35
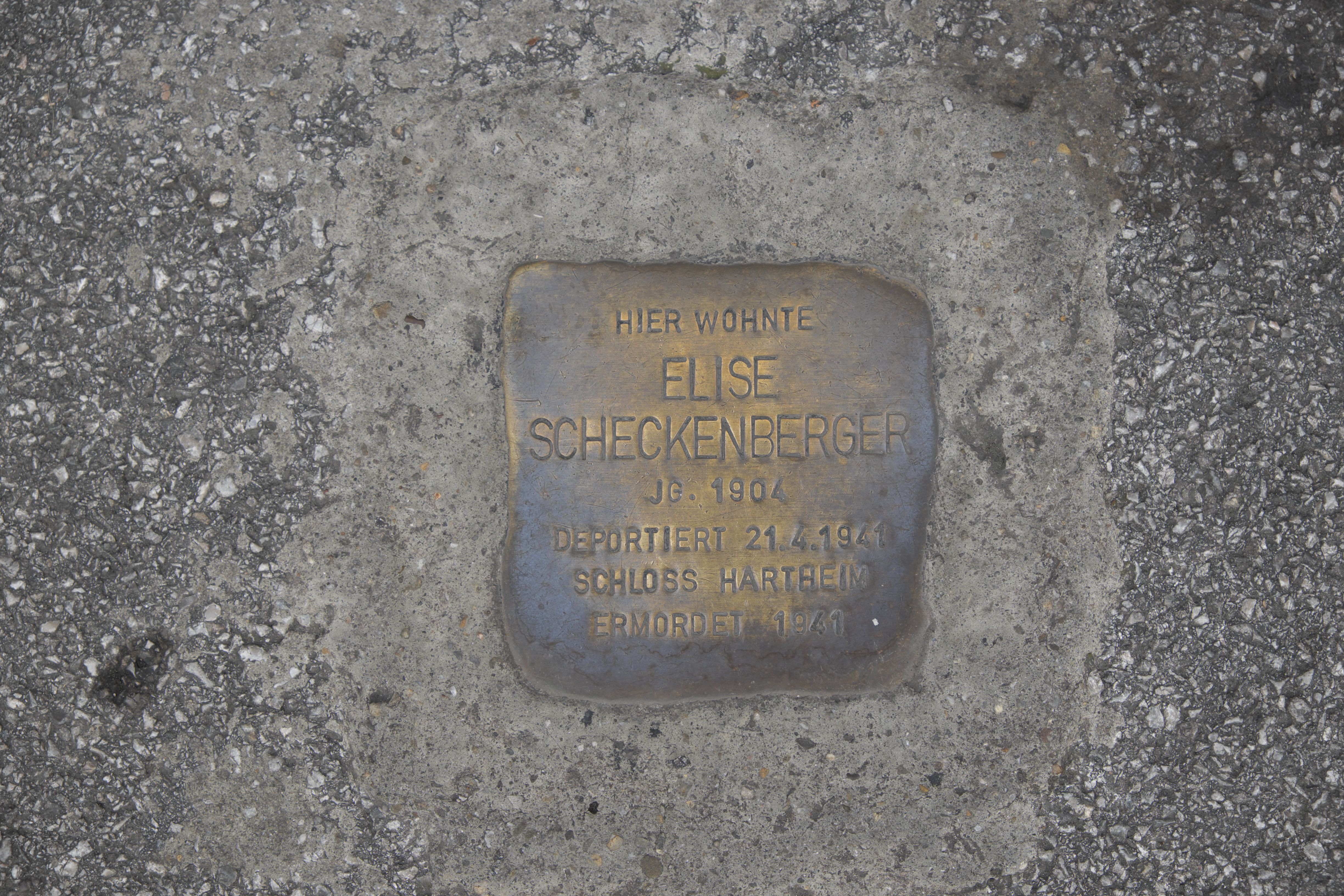
Linzer Gasse 38